# Tiago Ferreira (calciatore 1975)
Tiago Alexandre Baptista Ferreira, noto semplicemente come Tiago Ferreira (Torres Vedras, 16 aprile 1975), è un allenatore di calcio ed ex calciatore portoghese, di ruolo portiere, preparatore dei portieri dello Sporting Lisbona.

## Carriera

### Club

#### Sporting Lisbona
Ricopre il ruolo di portiere in questa squadra per circa 15 anni. Il 27 maggio 2012 annuncia il suo ritiro dall'attività agonistica.

## Palmarès
- Campionato portoghese: 1

Sporting Lisbona: 2001-2002
- Coppa del Portogallo: 3

Sporting Lisbona: 2001-2002, 2006-2007, 2007-2008
- Supercoppa di Portogallo: 3

Sporting Lisbona: 2002, 2007, 2008